# Uli Aschenborn
Uli Aschenborn - Hans Ulrich Aschenborn (Johannesburgo, 6 de septiembre de 1947) es un pintor namibio-sudafricano como su padre Dieter Aschenborn y su abuelo Hans Anton (Hans) Aschenborn.
Varios museos albergan sus obras como el National Art Gallery of Namibia.

## Premios
- 1964 Winner of the "Art Competition South West Africa"
- 1978 Borchers Badge

## Selección de exposiciones individuales
- 1993 “Africa & Computer Art“ Gallery Artelier (Windhoek)
- 1999 “Africa“ Port Andrat’s (Mallorca)
- 2005 Exhibition “Morphs“ simultaneously in the two Galleries FAH and HAF (Maastricht)
- 2006 “Morphs“ National Art Gallery of Namibia (Windhoek)
- 2007 Aschenborn – Retrospective Kendzia Gallery, (Windhoek)
- 2007 Retrospective in the Hexagone Gallery (Aquisgrán)
- 2008 “Africa" Kendzia Gallery, (Windhoek)
- 2009 "Out of Africa" - Uli Aschenborn – Malmedé Gallery, (Colonia)
- 2009 Africa - Uli Aschenborn - Artedomus, (París)

## Selección de exposiciones grupales
- 1965 “3 Generations Aschenborn“ Windhoek
- 1975 as well as 1976 chosen by a jury in a competition for the "Winter Exhibition" Suermondt-Ludwig-Museum Aquisgrán
- 1979 "Photos from Three Perspectives”, Aquisgrán
- 2007 "Tiles" Ludwig Forum für Internationale Kunst Aquisgrán
- 2009 "20 Years Gallery Hexagone" Aquisgrán

## Galería

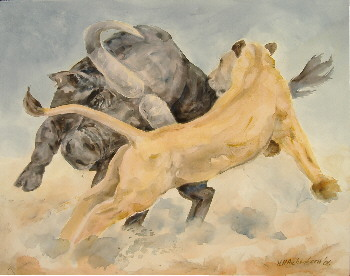
Búfalo atacando leonas.JPG, 2006, 80 x 100 cm
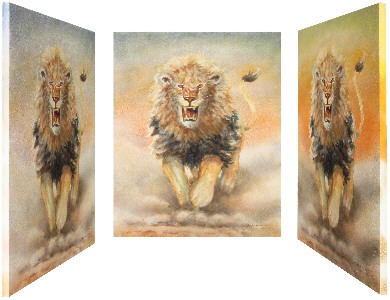
The same  ‘chameleon-painting’ ‘Attacking Lion’ - shown from the left, front and right, sand and paint, 2007, 100 x 80 cm
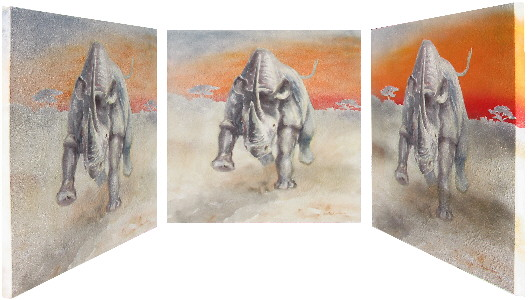
The same  ‘chameleon-painting’ ‘Attacking Rhino’ - shown from the left, front and right, sand and paint, 2007, 100 x 100 x 4 cm
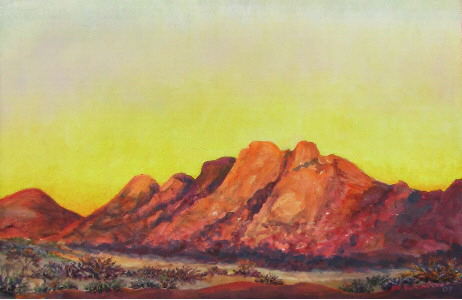
Pontok Mountains, 2007, 100 x 150 cm
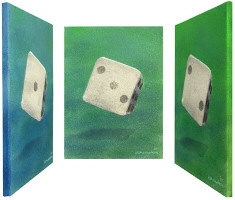
The same  ‘chameleon-painting’ ‘Magic Dice’ - shown from the left, front and right, sand and paint, 2007, 40 x 30 cm
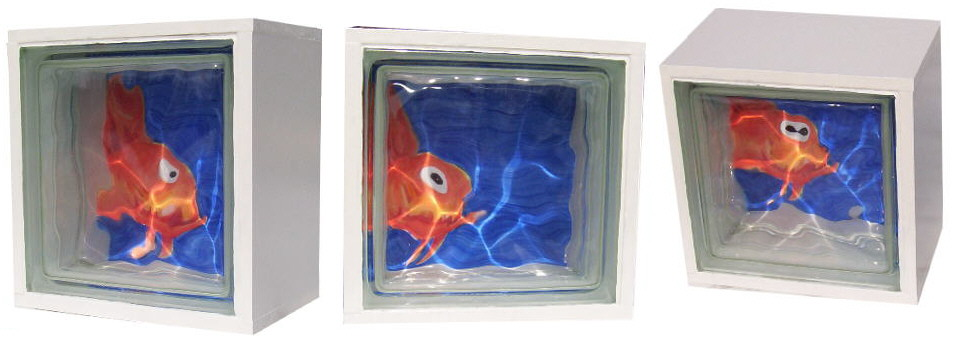
’Morph-Cube’ showing a changing fish, cube shown from three different angles, 2005, 21 x 21 x 21 cm
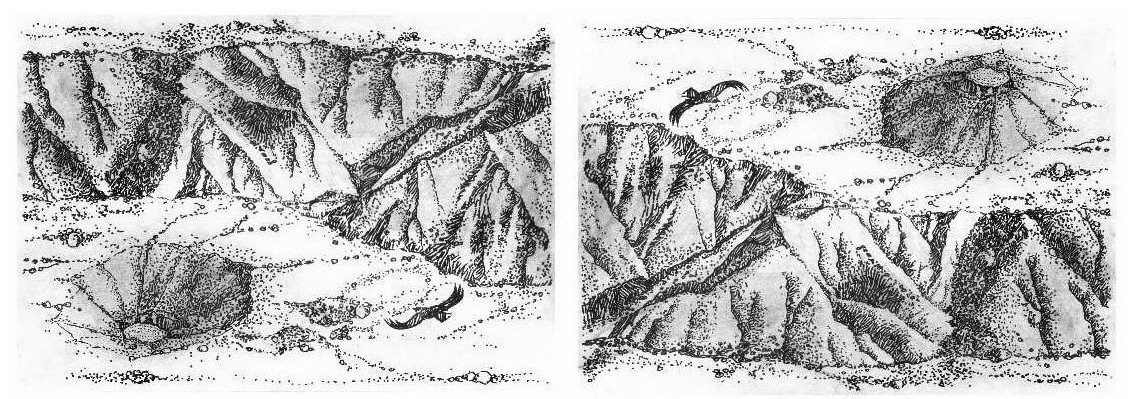
„ Mountain or Crater“, the same drawing turned upside down (was to be seen in 1975 in the Suermondt-Ludwig-Museum, Germany), 1975, 21 x 29 cm
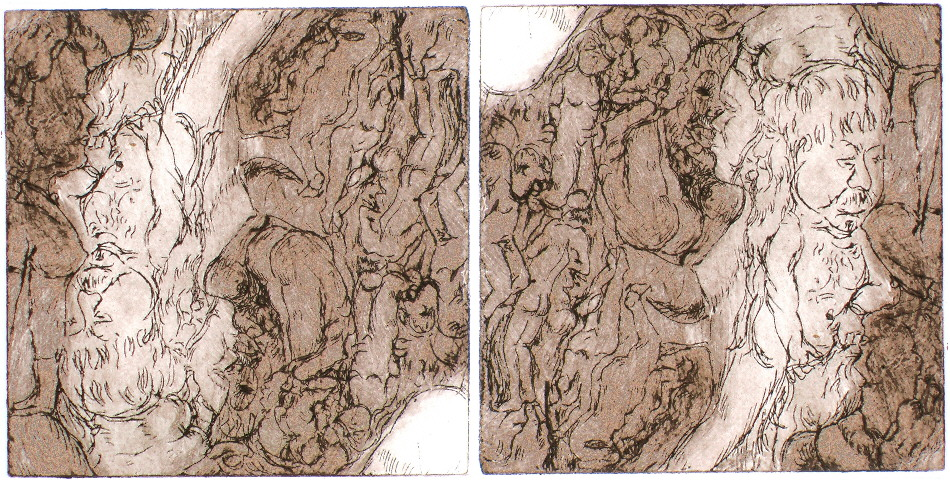
The same etching turned upside down, note many overlapping details by closer look, 2005, 12 x 12 cm